# Балка Кам'янувата (притока Гнилого Єланця)
Балка Кам'янувата  — балка (річка) в Україні у Братському й Кропивницькому районах Миколаївської й Кіровоградської областей. Права притока річки Гнилого Єланця (басейн Південного Бугу).

## Опис
Довжина балки приблизно 8,09 км, найкоротша відстань між витоком і гирлом — 7,40  км, коефіцієнт звивистості річки — 1,09 . Формується декількома струмками та загатами.

## Розташування
Бере початок на північній околиці села Улянівки. Тече переважно на південний схід і у селі Буховецьке впадає у річку Гнилий Єланець, ліву притоку Південного Бугу.

## Цікаві факти
- У XX столітті на балці існували молочно-тваринна ферма (МТФ), газгольдери та газові свердловини[2].